# Damalis nigrabdomina
Damalis nigrabdomina är en tvåvingeart som först beskrevs av Shi 1995.  Damalis nigrabdomina ingår i släktet Damalis och familjen rovflugor.
Artens utbredningsområde är Fujian (Kina). Inga underarter finns listade i Catalogue of Life.